# Tobias Timm
Tobias Timm (* 1975 in München) ist ein deutscher Journalist, Kunstmarktexperte und Sachbuchautor. Bekannt wurde er durch seine Tätigkeit als Kunst- und Architekturkritiker in der Wochenzeitung Die Zeit.

## Leben
Tobias Timm hat Stadtethnologie, Geschichte und Kulturwissenschaften in Berlin und New York studiert. Parallel arbeitete er zunächst als freier Autor für die Süddeutsche Zeitung. Seit 2006 arbeitet er als Autor und Redakteur für die Wochenzeitung Die Zeit. Zu seinen Themenfeldern gehören Kunst, Kunstmarkt, Verbrechen, Architektur und Stadtforschung. 2012 veröffentlichte er gemeinsam mit Stefan Koldehoff Falsche Bilder, Echtes Geld, ein Buch zum Kunstfälscherskandal Beltracchi. Im März 2020 veröffentlichten Timm und Koldehoff das Buch Kunst und Verbrechen, das ein Panorama heutiger Kunstkriminalität von der Geldwäsche über den illegalen Handel bis hin zum Betrug zeichnet.
Timm lebt in Berlin.

## Auszeichnungen
- 2012: Prix Annette Giacometti (gemeinsam mit Stefan Koldehoff) für Falsche Bilder, Echtes Geld.[4][5]
- 2012: Otto-Brenner-Preis für kritischen Journalismus (gemeinsam mit Stefan Koldehoff) für Falsche Bilder, Echtes Geld (3. Preis)[5]

## Werke
als Einzelveröffentlichungen
- Kunst und Verbrechen. (mit Stefan Koldehoff) Galiani, Berlin 2020, ISBN 978-3-86971-176-8.
- L'Affaire Beltracchi. (mit Stefan Koldehoff) Ed. J. Chambon, Paris 2013, ISBN 978-2-330-01828-3
- Falsche Bilder, Echtes Geld. (mit Stefan Koldehoff) Galiani, Berlin 2012, ISBN 978-3-86971-057-0.